# Friedrich Stahl (Offizier)

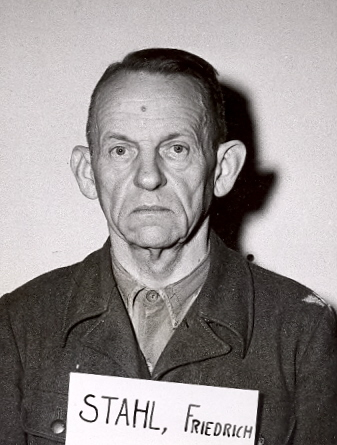
Friedrich Stahl als Zeuge bei den Nürnberger Prozessen.

Albert Gottfried Friedrich Stahl (* 14. Juni 1889 in Darmstadt; † 19. Dezember 1979 in Karlsruhe) war ein deutscher Offizier, zuletzt im Rang eines Generalleutnants.

## Leben und Wirken
Stahl trat 1909 in die preußische Armee ein, in der die Karriere eines Berufsoffiziers einschlug.
1939 Oberst und Kommandeur der Panzerabwehrtruppen des I.AK, wurde er bei Mobilmachung 1939 Kommandeur eines Regiments. Während des Frankreichfeldzuges von 1940 wurde er im Stab des Armeeoberkommandos 16 eingesetzt. Von Juni 1941 bis Dezember 1942 war Stahl Kommandeur der 714. Infanterie-Division auf dem Balkan, Ende Mai 1942 wurde ihm die Aufrechterhaltung der Sicherheit in Westbosnien übertragen, er war damit zuständig und verantwortlich für sogenannte Sühnemaßnahmen im Partisanenkampf wie Verhaftungen und Erschießungen von Angehörigen der lokalen Bevölkerung. Beispiel: Ergebnis der "Durchkämmungsaktion Kozara-Prosera" mit 3.406 Toten, 7.947 Gefangenen (Zivilisten) und 250 gefangenen Partisanen, die nach der Befragung getötet wurden. Anschließend wurde er einige Monate an der Ostfront verwendet, wo er in einem rückwärtigen Armeegebiet tätig war.
1943 wurde Stahl Personalreferent im Wehrkreis I, Ostpreußen. Später wurde er Kommandeur eines Sonderstabes, der mit der Überprüfung organisatorischer Maßnahmen beschäftigt war. Von November 1944 bis Februar 1945 war Stahl dann General z. b. V. bei der Heeresgruppe B (Model). Die letzten Kriegswochen war er von Anfang April 1945 bis zum 9. Mai 1945 General der Wehrmachts-Ordnungstruppen im Bereich des Oberbefehlshabers West. In dieser Stellung war er für die Sicherung des rückwärtigen Kampfgebietes und von Transportwegen und Zufahrtsstraßen zuständig.
Bei Kriegsende geriet Stahl in Eger in amerikanische Kriegsgefangenschaft. In der Folge wurde er im Zuge der Nürnberger Prozesse als Zeuge vernommen.

## Privates
Stahl heiratete 1914 Katharina Worzewski. Nach ihrem Tod 1934 heiratete er 1935 Herta Schwarz, welche NSDAP-Mitglied war. Er hatte drei Söhne, darunter Friedrich-Christian Stahl (1918–2010), der von 1965 bis 1980 das Bundesarchiv-Militärarchiv in Freiburg im Breisgau leitete.
Stahl starb 90-jährig am 19. Dezember 1979 in Karlsruhe. Seine Grabstätte befindet sich auf dem Alten Friedhof in Darmstadt.

## Auszeichnungen
Im Zweiten Weltkrieg wurde Stahl mit den Spangen zum Eisernen Kreuz beider Klassen sowie mit kroatischen und ungarischen Auszeichnungen ausgezeichnet.